# Кучмій Галя
Галя Кучмій — канадська кінорежисерка українського походження.
Народилася у Великій Британії. Закінчила Торонтський (бакалавр англійської мови та літератури) і Йоркський (бакалавр кіно і телебачення) університети, Американський кіноінститут в Лос-Анджелесі.
Працює у редакції «Сі-Бі-Сі». Створила близько 60 документальних стрічок та 3 художні фільми з життя української еміграції: «Трамвай», «Найсильніший чоловік у світі» (1980), «Душа сміється» (1983), «Тисячоліття» (1989) та ін.